# Port-de-Bouc
Port-de-Bouc is een gemeente in het Franse departement Bouches-du-Rhône (regio Provence-Alpes-Côte d'Azur). De plaats maakt deel uit van het arrondissement Istres. Port-de-Bouc telde op 1 januari 2022 16.138 inwoners.

## Geografie
De oppervlakte van Port-de-Bouc bedroeg op 1 januari 2022 11,46 vierkante kilometer; de bevolkingsdichtheid was toen 1.408,2 inwoners per km².
De onderstaande kaart toont de ligging van Port-de-Bouc met de belangrijkste infrastructuur en aangrenzende gemeenten.

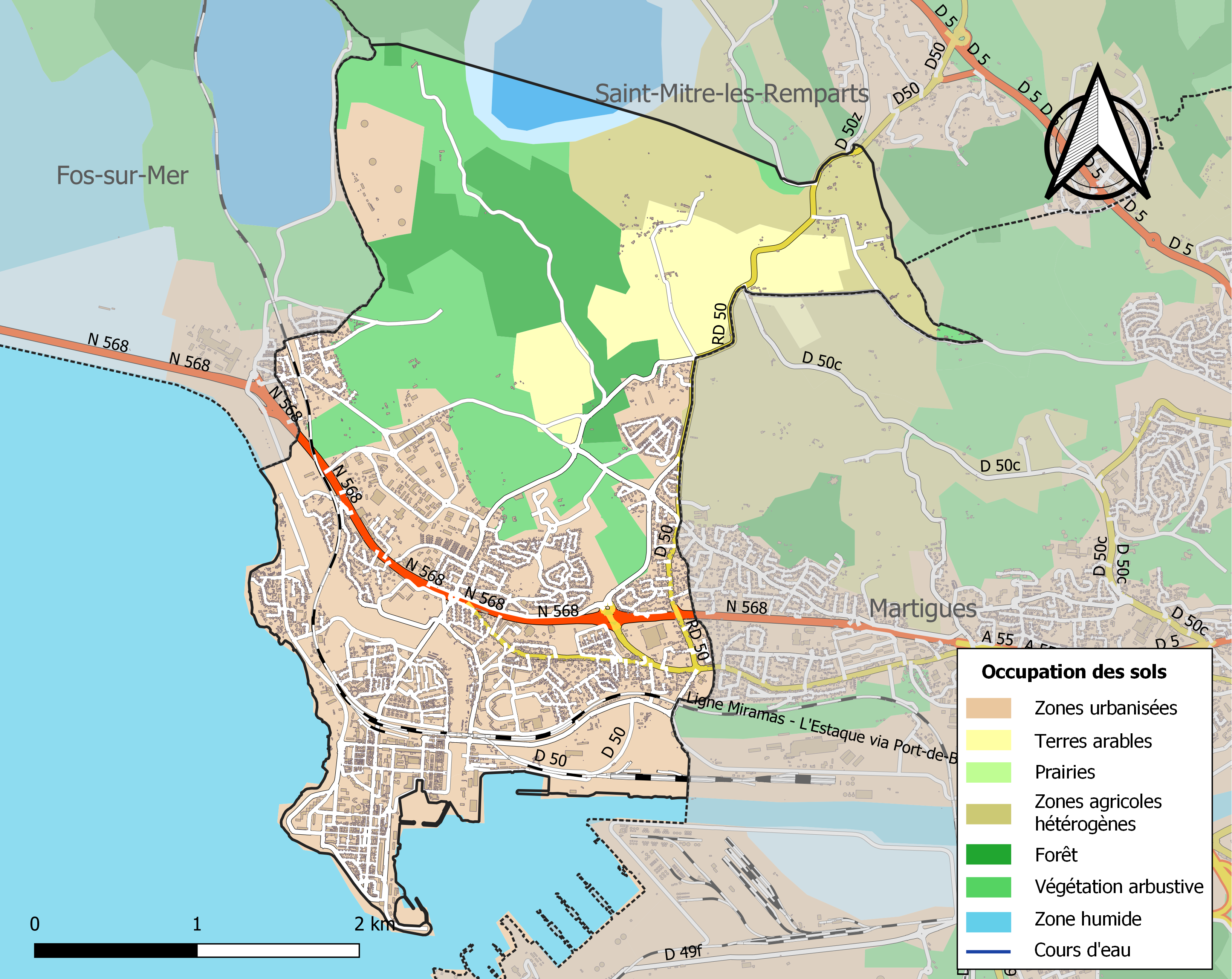

## Demografie
Onderstaande figuur toont het verloop van het inwonertal (bron: INSEE-tellingen).
Vanwege een beveiligingsprobleem met de MediaWiki Graph-software is het momenteel niet mogelijk deze grafiek weer te geven. Zodra de software is bijgewerkt zal de grafiek vanzelf weer zichtbaar worden.